# أولمبي المدية
أولمبي المدية، هو نادي كرة قدم جزائري مقره في المدية. تأسس عام 1945، وألوانه هي البرتقالي والأزرق. ملعب الفريق هو ملعب إلياس إمام الذي يتسع لـ 12000 متفرج. يلعب النادي حاليًا في الرابطة الجزائرية المحترفة الثانية.

## تاريخ
وصل النادي إلى نهائي كأس الجزائر لأول مرة في تاريخه في عام 1995. افتتح الفريق التسجيل في الدقيقة 45 عن طريق اللاعب كمال جحمون لكنه خسر المباراة 2-1.
في عام 1996، شارك الفريق في بطولة كأس الكؤوس العربية السابعة في عمان، الأردن. لكنه أقصي في الدور نصف النهائي على يد فريق أولمبيك خريبكة المغربي على الرغم من الأداء الجيد حيث كانت النتيجة النهائية 2-1. فاز أولمبيك خريبكة في النهاية بكأس الكؤوس العربية عام 1996 بعد تغلبه على الفيصلي في المبارة النهائية بنتيجة 3-1.
تمكن الفريق من الصعود إلى الرابطة ما بين الجهات لكرة القدم بعد أن احتل صدارة المجموعة بفارق 11 نقطة عن صاحب المركز الثاني.
احتل الفريق المركز الخامس في دوري الرابطة ما بين الجهات لكرة القدم في موسم 2009-10.